# KIDS/キッズ
『KIDS/キッズ』（原題：Kids）は、1995年のアメリカの自主成長物語映画。ハーモニー・コリンによって書かれ、ラリー・クラークが監督を務めた。クロエ・セヴィニー、レオ・フィッツパトリック、ジャスティン・ピアース、ロザリオ・ドーソン、ジョン・アブラハムズの映画デビュー作品である。『KIDS/キッズ』は、1990年代半ばのエイズ流行の中で、ニューヨーク市の性的に奔放な10代の若者の生活の中で、セックスや薬物乱用（アルコールやその他の脱法薬物）に対する快楽的な行動を中心に描いている。この映画は1995年に公開された際に大きな論争を巻き起こし、モーション・ピクチャー・アソシエーション・オブ・アメリカからNC-17（17歳以下の観賞を全面的に禁止）の評価を受けた後も、その芸術的メリットに関する多くの一般的な論争が続いた。

## 内容
処女とセックスすることだけが生きがいのテリーと頭のおかしな相棒のキャスパーの少年二人、テリーとのセックスで処女を奪われ、HIVに感染した少女ジェニーを中心として、ストリートキッズの堕落した一日を描いたドキュメンタリー的映画。少年二人を演じるのはどちらもスケボー少年だったレオ・フィッツパトリック(後に映画『BULLY ブリー』やTVドラマの『キル・ポイント』などに出演する)と、2000年に自殺したジャスティン・ピアーズ、少女を演じたのは当時脚本のハーモニー・コリンの恋人だったクロエ・セヴィニーであった。その他、クロエと同様女優として活躍するロザリオ・ドーソンや『最終絶叫計画』のジョン・アブラハムズ、コカインのオーバードースで命を落としたプロスケートボーダー、ハロルド・ハンターなども出演している。

## スタッフ
- 監督：ラリー・クラーク
- 製作総指揮：ガス・ヴァン・サント、パトリック・パンザレッラ、マイケル・チャンバース
- 製作：ケアリー・ウッズ
- 脚本：ハーモニー・コリン
- 撮影：エリック・アラン・エドワーズ
- 音楽：ルー・バーロウ（元ダイナソーJr）
- 編集：クリストファー・テレフセン

## キャスト
- テリー：レオ・フィッツパトリック
- キャスパー：ジャスティン・ピアース
- ジェニー：クロエ・セヴィニー
- ルビー：ロザリオ・ドーソン
- ハロルド：ハロルド・ハンター
- スティーブン：ジョン・アブラハムズ
- ダーシー：ヤキーラ・ペグエロ
- フィジェット：ハーモニー・コリン